# Ahmad Khan (Horda d'Or)
Ahmad Khan fou kan de la Gran Horda a la mort del seu pare Kutjuk Muhammad, després de vèncer l'oposició del seu germà Mahmud Khan, vers 1460. Va portar el títol de "Suprem Sultan Ahmad Khan" que consta en algunes de les seves monedes.
S'esmenta per primer cop el 1460 quan va assetjar Riazan i Pereiàslav de Riazan però fou rebutjat.

## Ascens del Gran Principat de Moscou
El poder del Gran Príncep de Moscou s'havia consolidat amb la mort de Shemiaka; Ivan de Moyaisk, que refusava ajudar el Gran Príncep contra els tàtars, fou expulsat cap a Lituània i el seu feu annexionat. Després va ocupar Nóvgorod i l'exèrcit del Príncep de Súzdal que va anar en el seu ajut fou derrotat; el cap de Nóvgorod (primer pessadnik), Tucha, fou fet presoner; el terror es va imposar a la república. Finalment es va aconseguir un acord pel qual Novgorod va pagar una multa de 5.500 rubles i el decret del consell nacional que limitava l'autoritat dels grans prínceps fou anul·lat. Pskov es va haver de sumar al tractat de pau.
El 1456 va morir Ivan de Riazan i els seus fills foren deixats sota guàrdia i custòdia de Basili II de Moscou el Cec i el país administrat per governadors. Després va arrabassar el seu feu a Vasili de Borosk, que li havia estat lleial en el moments d'adversitat, amb el pretext de la seva ambició, i fou enviat sota arrest a Uglitx; el seu fill Ivan va fugir a Lituània on va morir no gaire després. També va procedir a l'annexió de Súzdal, on els prínceps, nets de Kurdiapa, van haver de fugir. La república de Viatka, germana de Nóvgorod va haver de pagar tribut i posar les seves forces al servei de Moscou. En canvi no va intervenir a Tver on el Gran Príncep Borís Alexàndrovitx va morir el 1461, i el va succeir el seu fill Miquel.

## Ivan III el Gran de Moscou
El 17 de març de 1462 va morir Basili II a causa del remei aplicat contra la phthisis que patia; el seu testament creava una sèrie de feus pels seus fills més joves i deixava el Gran Principat al seu fill Ivan III el Gran (de 22 anys) i un terç dels ingressos; el fill segon, Iuri, va rebre Dimitrov, Moyaisk, Serpukof i els dominis de la mare, Sofia (morta el 1453); el tercer fill Andreu rebia Uglitx, Verkh-Beyetsky i Zwengorod; el quart, Boris, Volok-Lamski, Kíev i Russa; un cinquè fill (curiosament també anomenat Andreu) rebia Vologda, Kubena i Zavzeria. A la seva mare li deixava la ciutat de Romanov, dominis privats, i altres de la gran princesa o que havien estat confiscats.
Ivan III en un dels seus primera actes, va retornar al príncep de Riazan, Basili II, que era el seu cunyat (estava casat amb la seva germana Anna) el seu principat, i va fer aliança amb un altre cunyat, Miquel de Tver (la germana del qual, Maria, estava casada amb Ivan III). Els primers anys van estar marcats per fams, pesta i altres calamitats. El metropolità Teodor va renunciar per anar a viure com un anacoreta en una cabana amb un leprós i el va substituir Felip, bisbe de Súzdal.

## Guerres dels russos i els tàtars
El 1465 Ahmad Khan estava en guerra amb Ivan III, després que aquest havia descuidat anar a demanar la investidura i no havia pagat el tribut. Ahmad va preparar un atac a Moscou, però quan va atacar la ciutat l'agost-setembre de 1465, Hacı I Giray de Crimea el va atacar prop del riu Don i el va forçar a retirar-se; la guerra entre l'Horda i Crimea va tenir per teatre les ribes del Don.
El 1469 Ivan III va iniciar una guerra contra el Kanat de Kazan, que li fou favorable. En aquest mateix any un gran exèrcit tàtar manat per un príncep de nom Maniak, va atacar Polònia en tres seccions: una que va avançar per Vladímir Kremenetz, Kuzmin Czudov i Zathomir, i que va fer uns deu mil presoners; un altre per Trabovlya, que es va retirar quan l'exèrcit polonès es va costar; i una tercera que va entrar a Moldàvia i fou derrotada, i el fill de Maniak fou fet presoner; 100 ambaixadors del príncep foren enviats a demanar el seu alliberament i 99 foren morts pels polonesos i l'altre enviat al seu cap amb el nas tallat, a comunicar que no volien parlar. Casimir IV Jagelló estava aliat als tàtars de Crimea.

## Guerra entre Moscou i Nóvgorod
Nóvgorod tornava a actuar de manera massa independent i Ivan III va enviar una carta d'advertència. Això va causar una sedició a la república: Marfa, la vídua del possàdnik Isaac Boretski, una dona rica i ambiciosa, va planejar alliberar la república de tota dominació comptant amb la protecció de Casimir IV Jagelló, i va exposar el plan als clergues i notables que es van oposar a esdevenir súbdits d'un príncep herètic (catòlic llatí), però en canvi el poble s'hi va mostrar a favor i finalment es va enviar una ambaixada a Polònia, on Casimir va acceptar el títol de cap de Nóvgorod i es va signar un tractat entre el rei i la república pel qual el seu delegat seria de religió grega i viuria a Goroditche, amb una guàrdia de 50 homes màxim, presidint al costat del possàdnik, però sense veu als afers polítics i religiosos. Kíev, Veliki-Luki i Kholm quedarien subjectes a Nóvgorod però pagant tribut a Casimir. Molts altres aspectes de la vida nacional foren regulats al tractat; per acontentar a Moscou el metropolità serie coronat allí i no es podrien edificar esglésies llatines al territori. Però el príncep de Moscou no va quedar content amb això i va enviar una ambaixada per demanar el retorn de la república a la fidelitat; Tver i Pskov van donar suport a Ivan III i els pobles de Usthige i Viatka van rebre ordes d'enviar els seus contingents; el príncep Daniel Khofanski va marxar cap a Russa i el príncep Basili Obolenski Striga, amb la cavalleria tàrtara, cap al Amsta. Al seu darrere venia el cos principal de l'exèrcit; Vuichegorod fou conquerida, Russa cremada. Marfa però seguia incitant la resistència i cridava a files fins i tot als camperols pobres; una victòria parcial va anar seguida d'una greu derrota en que 500 novgorodians van morir i als presoners se'ls va tallar el nas i els llavis. La principal batalla fou lliurada a la riba del Chelone, on els moscovites eren inferiors en nombre però estaven millor armats, disciplinats i posicionats i van obtenir la victòria: 12.000 novgorodians van morir i 1.700 foren fets presoners entre els quals els principals caps; el país fou assolat fins al Narova i les fronteres de Livònia. El Gran Príncep es va dirigir a Russa on els caps rebels foren executats i els altres enviats a casa; mentre la divisió moscovita que havia anat cap a Dwina va derrotar els seus rivals (formats per milícies de les comarques del Dwina i el Petxora). El rei polonès no va enviar cap ajut. Les autoritats de Nóvgorod volien seguir la lluita però ara el poble demanava pa i pau; el bisbe Teòfil i altres notables van anar al campament del Gran Príncep a demanar la pau i es va acordar pagant una multa de 15.500 rubles i 80 lliures de plata, i renunciar a tota connexió amb Polònia i reconèixer la sobirania d'Ivan III. Aquest retornava Torjek i els territoris ocupats a la guerra. Marfa fou ignorada al tractat. Durant un temps el país de Nóvgorod, que va sortir assolat de la guerra, va ser lloc de bandolers, cosa que contrariava als mercaders que dirigien l'estat.

## Polònia i els tàtars
Encara que Casimir no va enviar ajut militar si que va fer passos diplomàtics i va enviar un ambaixador, un tàtar criat a Polònia de nom Kirey, per incitar a Ahmad contra els moscovites. Aquesta posició tenia el suport del príncep Timur, el principal de la cort tàrtara. Ahmad però tenia prudència doncs era conscient que l'Horda s'havia debilitat. Ahmad no obstant va prometre a Polònia que atacaria Moscou i al cap de pocs mesos es va dirigir a Alexin, al riu Oka; allí va arrestar a un ambaixador del Gran Príncep; Ivan III va ordenar al boiar Feodor, amb tropes de Kolomna, anar a l'Oka, i també hi va enviar un altre contingent sota Daniel Kholmaki, Obolenski Striga i el seu germà, amb un contingent de tàtars fidels manats per Daniar, en conjunt uns 140.000 homes. Però els tàtars feien por i la mare del príncep es va retirar a Rostov i en general el pànic s'estenia entre el poble. Alexin fou cremada, si bé era un lloc no fortificat; un destacament moscovita a l'altre costat del riu Oka fou atacat però es va retirar intacte; però quan va arribar l'exèrcit rus, els tàtars es van retirar prudentment (1471) en sis dies. Si bé es diu que fou per una epidèmia sorgida entre les tropes. Aquell mateix any Prokhor fou nomenat bisbe de Sarai.

## Domini de Pèrmia
En aquest temps els moscovites es van estendre cap al nord-est, al país de Pèrmia poblat principalment per emigrats de Nóvgorod; el príncep de Perm, Miquel, fou fet presoner però el seu fill fou restaurat com a protegit del Gran Príncep.

## Relacions amb la casa imperial romana d'Orient i amb els italians
El 1472 Ivan III es va casar amb Sofia, neboda de Constantí XI Paleòleg que havia estat el darrer emperadors romà d'Orient; el matrimoni fou arranjat pel papa que volia completar l'acord del concili de Florència. Fou llavors quan Ivan III va adoptar l'àguila de dos caps com armes pròpies adoptant el títol de Gran Príncep per la gràcia de Déu, sobirà de tot Rússia". Arquitectes venecians i d'altres llocs d'Itàlia van anar a Rússia per construir edificis notables o també canons.

## Guerra d'Ahmad contra Crimea i Astracan
Els venecians incitaven al kan Ahmad a declarar la guerra als turc otomans i van enviar a la cort tàrtara (a Sarai) a Trevisani; en aquest temps Ahmad estava en guerra amb Meñli I Giray de Crimea. La primavera del 1475 el beg de Shirin, Eminek, va demanar la intervenció dels otomans davant l'amenaça de l'Horda d'Or i els turcs van envair Crimea i es van apoderar de les colònies genoveses de la costa, on van trobar a Mengli Giray, que fou enviat a Istanbul. Mengli Giray va reconèixer la sobirania otomana i en endavant el kanat fou considerat sota protectorat otomà. Mentre el poder havia passat a Nur Devlet, el germà i rival de Meñli però el 1476 Ahmad Khan el va expulsar del territori i va dominar el kanat durant dos anys, però amb l'ajut otomà, Meñli va retornar el 1478 i va recuperar el poder. El mateix 1476 Ahmad va enviar a Bochul per exigir al Gran Príncep a anar a l'Horda per fer homenatge; l'enviat fou rebut amb cortesia i se li van oferir regals, però Ivan no hi va anar. El 1476 el venecià Contarini, que va estar al sud de Rússia, explica que Astracan estava (el 16 d'agost de 1476) en mans de tres fills d'un germà d'Ahmad Khan que dominaven fins a Circàssia i les terres prop de Tana; Contarini dona el nom d'un d'aquestos, Kasim, que diu que estava en guerra amb el seu oncle Ahmad Khan.

## Conquesta russa de Nóvgorod
Ivan III es preparava per annexionar Nóvgorod. Tenia el títol de gospodar de Nóvgorod (equivalent mestre o cap de Nóvgorod) però es va canviar a gosudar i en una carta va exigir a la república els drets d'un monarca absolut, l'únic que havia de legislar i jutjar, i en aquestes condicions li havien de jurar fidelitat. Una onada d'indignació es va escampar per la república, però Ivan va enviar les seves tropes i va ocupar la rodalia; els novgorodians van intentar negociar una rebaixa de les peticions però no foren escoltats: volia regnar a Nóvgorod amb el mateix poder que a Moscou; li havien d'entregar al possàdnik i la campana que convocava al gran consell i entregar diversos dominis reials dins el territori; els novgorodians sense exèrcit regular, es van haver de sotmetre; el domini reial el van formar part de les terres de l'arquebisbat i d'alguns monestirs, a més de Torjek. Ivan va actuar amb sentit d'estat i només vuit novgorodians foren repressaliats (entre ells Marfa; els altres eren set notables) i enviats presoners a Moscou i els seus béns confiscats; l'1 de gener de 1478 el consell nacional fou dissolt i els ciutadans van fer jurament al Gran Príncep i el 18 de gener els boiars van entrar al seu servei i els dominis reials van quedar conformats i cedits a 300 boiars fidels. Ara Moscou feia frontera amb Suècia, i amb els alemanys de Livònia. Com que es van preparar complots el 1481 Ivan encara va arrestar a diversos notables i boiars i els va empresonar a diversos llocs; 50 famílies principals foren enviades a Vladímir i 800 boiars i mercaders enviats a Vladímir, Múrom, Nijni Nóvgorod, Pereieslavl, Iúriev, Rostov i Kostromà, on van rebre terres, mentre les seves antigues foren donades a mercaders moscovites.

## Darrer intent tàtar contra Moscou
El 1480 Ahmad Khan havia acabat la guerra amb Kasim (que segurament se li havia sotmès doncs ara apareix al seu costat) i exigia al Gran Príncep el tribu que li era de fet refusat. Es va acordar que Ahmad i Kasim marxarien a Moscou travessant l'Oka i els lituans atacarien per l'altre costat pel riu Ugra. L'exèrcit es va posar en marxa amb Ahmad, sis dels seus fills i el seu nebot Kasim, a més d'altres prínceps tàtars. Lituània havia entrar en guerra aquell mateix any contra Meñli I Giray de Crimea i aquest va fer aliança amb Moscou. Els atacs de Crimea contra els lituans van impedir a aquestos complir la seva part del tracte. Ivan III veient que tot l'exèrcit tàtar havia marxat cap a Moscou i que el mateix país havia quedar desguarnit va enviar el seu protegir Nur Devlet (Nurdaulat) príncep de Gorodetz, i al príncep Basili Nostrowali, voivoda de Zwenigorod, per fer un descens cap a la "ciutat de Batu" que podria ser Sarai, ja que és consistent amb el text de les fonts russes, que diu que van baixar pel Volga i la van capturar si bé no la van destruir a petició dels tàtars aliats. Mentre Ivan III amb el seu exèrcit es dirigia cap a l'Oka deixant a la seva dona en seguretat a Bielozirsk. Ahmad al trobar la rodalia de l'Oka ocupat pels russos, va abandonar la línia del Don i va avançar cap a Mtsensk, Odoev i Lubutsk al riu Ugra, esperant reunir-se amb el seu aliat Casimir IV Jagelló; Ivan va enviar el seu fill i al seu germà marxar a Kaluga i ocupar la riba esquerra del Ugra mentre ell mateix es retirava a Moscou on els habitants estaven abandonant els ravals i es refugiaven al Kremlim; la seva arribada va implicar la deserció dels soldats, i no fou pas benvinguda; el poble cridava en contra clamant que els havia traït i els entregava als tàtars; els bisbes aconsellaven la pau. Ivan va pactar amb els seus germans i va reorganitzar l'exèrcit per sortir a lluitar; va trobar als tàtars al riu Ugra quedant un exèrcit a cada costat; després d'uns quants dies d'observar-se els russos pensaven que tenien les de perdre i Ivan III va enviar ambaixadors per negociar la pau amb Ahmed i el príncep Timur, el seu principal conseller; les ofertes russes foren rebutjades i les condicions exigides per Ahmad eren massa fortes per ser acceptades pels moscovites. Durant altres 15 dies va retornar la inactivitat i només es va registrar un intent dels tàtars de travessar el riu, que fou frustrat. A finals d'octubre va començar un fred sever i el riu Ugra es va glaçar i el Gran Príncep va ordenar la retirada a Kremenetz, al·legant que les planes de Borosk oferien millor terreny per la batalla; la retirada fou desordenada i els tàtars en veure el que passava va pensar que es preparava una emboscada i va ordenar també la retirada; així dos exèrcits es retiraven sense haver lluitat i sense perseguir-se.

## Independència de Rússia
Ahmed va retornar a Sarai que havia estat saquejada. En el camí el seu fill Murtaza va fer una incursió a un districte d'Ucraïna que fou rebutjada pels germans d'Ivan III. El 23 de juny de 1481 el metropolità va declarar el final del domini tàtar a Rússia.

## Mort d'Ahmad Khan
El 1481 en aliança als nogais Musa i Yamgurchi, i amb 16.000 kazakhs, el xibànida Ibak Khan de Sibèria (Tiumén) va atacar Ahmad Khan, que sembla que havia donat suport als descendents d'Abu l-Khayr. Les històries russes l'esmenten com a tsar de Sheiban o Nogai. Ahmad Khan dominava les terres entre el Volga i el Don i s'havia retirat a passar l'hivern prop d'Azov, però després s'havia traslladat al Petit Donetz i havia deixat lliures als seus cavallers i justament fou llavors quan Ibak el va atacar una nit, acostant-se a la tenda blanca del kan, i el va matar mentre encara dormia. La crònica de Kazan diu que qui el va matar fou Yamgurchi, que era cunyat d'Ahmad Khan. El campament d'Ahmad, les seves esposes i fills, i tot el seu tresor, junt amb els presoners i els ramats va quedar en mans d'Ibak que a la seva tornada a Tiumén va escriure al Gran Príncep per anunciar que ja no tenia enemic.
Tres dels seus fills el van succeir: Sayyid Ahmad II, Murtaza Khan i Shaykh Ahmad. El primer ocupava la posició de degà o sènior, reconeguda pels altres dos.